# داء فيروس ماربورغ
مرض فيروس ماربورغ (MVD) أو سابقا حمى ماربورغ النزفية، هي مرض شديد يصيب البشر والرئيسيات غير البشرية، وينجم عن الإصابة بفيروس ماربورغ (MARV) وفيروس رافن (RAVV). حمى ماربورغ النزفية هي حمى نزفية فيروسية، والأعراض السريرية لا يمكن تمييزها عن مرض فيروس الإيبولا (EVD).

## التصنيف
مرض فيروس ماربورغ هو الاسم الرسمي المُدرَج في التصنيف الدولي للأمراض 10 الذي وضعته منظمة الصحة العالمية للأمراض البشرية الناجمة عن أي من الفيروسات فيروس ماربورغ أو فيروس رافن. في الأدبيات العلمية، يستخدم مصطلح «حمى ماربورغ النزفية» كاسم بديل غير رسمي لنفس المرض. اشتق كلا الاسمين من مدينة ماربورغ الألمانية، حيث اكتشف فيروس ماربورغ للمرة الأولى.

## العلامات والأعراض
أجريت دراسة أكثر تفصيلاً عن تكرار المرض وبداية انتشاره ومدة بقاء العلامات الطبية والأعراض؛ أجريت الدراسة في الفترة 1998-2000 أثناء تفشي المرض بسبب فيروسي (MARV / RAVV) معاً. أعراض المرض المعروفة هي حبرة، وطفح، ومرض جلدي وكدمات وفرفرية وورم دموي (خاصة حول مواقع إبر الحقن). لكن وخلافاً للاعتقاد السائد، لا يؤدي النزيف إلى نقص حجم الدم ولا يسبب الموت (ما يفقد من الدم يكون في الحد الأدنى إلا إذا حدث أثناء الولادة). لكن قد يحدث الموت بسبب متلازمة الاختلال العضوي المتعدد الناجمة عن إعادة توزيع السوائل، وانخفاض ضغط الدم والتخثر المنتشر داخل الأوعية ونخر بؤري في النسيج الحيوي.
فيما يلي عرض لمراحل الأعراض السريرية لحمى ماربورغ النزفية. تتداخل هذه المراحل بسبب التباين بي الحالات.
1. الحضانة: 2–21 يوماً، بمعدل 5–9 أيام.
2. مرحلة التعميم:من اليوم الأول حتى اليوم الخامس من بدء الأعراض السريرية. يظهر المرض على شكل ارتفاع في الحرارة لتصل إلى 40 درجة مئوية وصداع حادّ مفاجئ مع قشعريرة وتعب وغثيان وتقيؤ وإسهال والتهاب البلعوم وطفح جلدي وآلام في البطن والتهاب الملتحمة والشعور بالضيق.
3. المرحلة العضوية الأولى: من اليوم الخامس حتى اليوم الثالث عشر. تتضمن الأعراض: الانحطاط، والتهاب الملتحمة والاستسقاء وضيق النفس، وطفح فيروسي ظاهر وأعراض في الجهاز العصبي المركزي بما في ذلك التهاب الدماغ والارتباك والهذيان واللامبالاة والعدوان. ]] أما الأعراض النزفية فتحدث في وقت متأخر وتبشّر بنهاية المرحلة العضوية الأولى، ما يؤدي في نهاية المطاف إلى التعافي أو التفاقم. كما تشمل الأعراض وجود براز دموي، وكدمات ونزف الدم من مواضع بزل الوريد والمخاط والنزيف الحشوي وربما تقيؤ دموي.
4. المرحلة العضوية المتأخرة: من اليوم 13 حتى اليوم 21 وما بعدها. تتشعّب الأعراض إلى حالات قاتلة وحالات تعافي. يدخل الناجون في مرحلة النقاهة، حيث يعاني المريض من ألم عضلي والتهاب كبدي وضعف وأعراض في العيون وذهان. أما في الحالات القاتلة فتتدهور حالة المريض ويعاني من حمّى مستمرة وتبلّد الإحساس وحالات غيبوبة واختلاج واعتلال خثري واضطرابات في الأيض وصدمة في الدم ومن ثم الموت؛ هنا يحدث الموت غالباً بين اليوم الثامن واليوم السادس عشر.[15]

## الأسباب
| اللجنة الدولية لتصنيف الفيروسات | اللجنة الدولية لتصنيف الفيروسات    |
| Marburg marburgvirus*           | فيروس ماربورغ (MARV؛ سابقاً MBGV)   |
| Marburg marburgvirus*           | فيروس رافن (RAVV؛ سابقاً MARV-Ravn) |
| "*" يدل على النوع.              |                                    |

تتسبب حمى ماربورغ النزفية عن فيروسين: فيروس ماربورغ وفيروس رافن
جنس فيروس ماربورغ متوطّن في الأراضي الخشبية في أفريقيا الاستوائية. معظم حالات الإصابة بفيروس ماربورغ كانت وبشكل متكرر لأشخاص يترددون على الكهوف الطبيعية أو يعملون في التعدين. عام 2009، تم الإبلاغ عن نجاح عزل فيروسيّ MARV وRAVV المعديين من خفاش الفاكهة المصري (غير مصابة) تم الإمساك بها في الكهوف. يشير هذا العزل وبقوة إلى أن خفافيش الفاكهة في العالم القديم تلعب دوراً في الحفاظ على سلالات فيروس ماربورغ وأن زيارة الكهوف التي تسكنها الخفافيش هو عامل خطر يزيد من فرص الإصابة بالمرض. ثمة حاجة إلى المزيد من الدراسات لتحديد ما إذا كانت خفافيش الفاكهة المصرية حاضنة للفيروسات أو أنها تصاب بها بعد اتصالها بحيوان مصاب آخر أو أنها مجرد مضيفات وسيطة. ثمة عامل خطر آخر يتمثل في الاتصال بالرئيسيات غير البشرية، على الرغم من تسجيل حالة انتشار واحدة للمرض (عام 1967) نتجت عن التواصل مع القرود المصابة. أخيراً، أخطر عامل خطورة هنا هو العدوى أثناء التعرّض المهني، كعلاج المرضى المصابين بالفيروس بدون استخدام معدات الوقاية الشخصية.[بحاجة لمصدر]
على عكس مرض فيروس إيبولا، الذي يرتبط بالمطر الشديد الذي يهطل بعد فترات جفاف طويلة، لم يتم وصف العوامل المسببة لانتشار فيروس ماربورغ بين السكان بعد.

## التشخيص
مرض فيروس ماربورغ (MARV) لا يمكن تمييزه سريريًا عن مرض فيروس الإيبولا، ، ويمكن أيضًا الخلط بينه وبين العديد من الأمراض الأخرى المنتشرة في إفريقيا الاستوائية، مثل الحمى النزفية الفيروسية الأخرى، ملاريا، حمى التيفوئيد، داء الشيغيلات، الأمراض المنقولة بالريكتسيا مثل التيفوس والكوليرا، تسمم الدم بكتيريا سلبية الغرام، داء لايم.

## الوقاية
لا يوجد حالياً أي لقاح موافق عليه من قبل إدارة الغذاء والدواء في الولايات المتحدة للوقاية من حمى ماربورغ النزفية. تمّ تطوير العديد من اللقاحات المقترحة واختبارها في العديد من العينات الحيوانية. من بين اللقاحات المقترحة، كان ثمة لقاح واعد هو لقاح الحمض النووي أو المشتق من متضاعف من فيروس التهاب دماغ الحصان الفنزويلي، وفيروس التهاب الفم الحويصلي أو الجسيمات الشبيهة بالفيروسات إذ أنها جميعها مرشّحة لحماية الرئيسيات غير البشرية من المرض الناجم عن فيروس ماربورغ. أما لقاحات الحمض النووي الريبوزي منقوص الأكسجين فقد أدخلت في مرحلة التجارب السريرية. عائلة فيروسات ماربورغ تسبب مرضاً شديداً لكن انتقاله ليس كبيراً. الأهم من ذلك وخلافاً للاعتقاد السائد، هذه الفيروسات لا تنتقل بالهباء الجوي أثناء حالات تفشي حمى ماربورغ النزفية الطبيعية. ونظراً لعدم توفّر لقاح معتمد فإن الوقاية تعتمد في الغالب على تعديل السلوك والاستخدام السليم لمعدات الوقاية الشخصية والتعقيم\المطهرات.[بحاجة لمصدر]

### المناطق المستوطنة
مضيفات فيروسات ماربورغ الطبيعية معرّفة بشكلِ صريح. لكن عزل فيروسي MARV وRAVV من الخفاشيات وربط ذلك بالعديد من حالات تفشي حمى فيروس ماربورغ الناجمة عن الخفافيش المتوطنة في الكهوف تشير إلى أن الخفافيش تلعب دوراً في انتقال الفيروس إلى البشر. ويوصى بشدة تجنب الاتصال مع تلك الكهوف وتجنب زيارة الكهوف، لكن ذلك قد لا يكون ممكناً بالنسبة لأولئك الذين يعملون في المناجم أو الأشخاص الذين يعتمدون على الخفافيش كمصدر غذاء.[بحاجة لمصدر]

### خلال حالات الانتشار
Since marburgviruses are not spreading via aerosol, the most straightforward prevention method during MVD outbreaks is to avoid direct (skin-to-skin) contact with patients, their إخراج (فسلجة)s and سوائل الجسم, or possibly تلويث materials and utensils. Patients ought to be isolated but still have the right to be visited by family members. Medical staff should be trained and apply strict barrier nursing techniques (disposable face mask, gloves, goggles, and a gown at all times). Traditional دفن rituals, especially those requiring تحنيط of bodies, ought to be discouraged or modified, ideally with the help of local طب تقليديs.

### في المختبر
Marburgviruses are منظمة الصحة العالمية Risk Group 4 Pathogens, requiring سلامة بيولوجية, laboratory researchers have to be properly trained in BSL-4 practices and wear proper personal protective equipment.

## العلاج
لا يوجد حاليا أي علاج فعال خاص بفيروس ماربورغ، for MVD. Treatment is primarily supportive in nature and includes minimizing invasive procedures, balancing fluids and كهرلs to counter تجفاف, administration of مضاد تخثر early in infection to prevent or control تخثر منتشر داخل الأوعية, administration of تجلط الدم late in infection to control نزف, maintaining أكسجين levels, إدارة الألم, and administration of مضاد حيوي or مضاد فطري to treat secondary infections. Experimentally, recombinant فيروس التهاب الفم الحويصلي (VSIV) expressing the glycoprotein of MARV has been used successfully in nonhuman primate models as post-exposure prophylaxis. Novel, very promising, experimental therapeutic regimens rely on علاج بمضادات تحسيس: phosphorodiamidate morpholino oligomers (PMOs) targeting the MARV genome could prevent disease in nonhuman primates. Leading medications from Sarepta  and Tekmira  both have been successfully used in European humans as well as primates.

## حالات التنبؤ
Prognosis is generally poor. If a patient survives, recovery may be prompt and complete, or protracted with sequelae, such as التهاب الخصية، التهاب كبدي، التهاب العنبية، التهاب النكفية، توسف or فقدان الشعر. Importantly, MARV is known to be able to persist in some survivors and to either reactivate and cause a secondary bout of MVD or to be transmitted via حيوان منوي, causing secondary cases of infection and disease.
Of the 252 people who contracted Marburg during the 2004–2005 outbreak of a particularly virulent serotype in أنغولا, 227 died, for a case fatality rate of 90%.
Although all age groups are susceptible to infection, children are rarely infected. In the 1998–2000 Congo epidemic, only 8% of the cases were children less than 5 years old.

## الأوبئة
| العام     | الدولة                             | الفيروس     | حالات بشرية | الموتى من البشر | معدل إماتة الحالة |
| --------- | ---------------------------------- | ----------- | ----------- | --------------- | ----------------- |
| 1967      | ألمانيا الغربية · يوغوسلافيا       | MARV        | 31          | 7               | 23%               |
| 1975      | رودسيا · جنوب إفريقيا              | MARV        | 3           | 1               | 33%               |
| 1980      | كينيا                              | MARV        | 2           | 1               | 50%               |
| 1987      | كينيا                              | RAVV        | 1           | 1               | 100%              |
| 1988      | الاتحاد السوفيتي                   | MARV        | 1           | 1               | 100%              |
| 1990      | الاتحاد السوفيتي                   | MARV        | 1           | 0               | 0%                |
| 1998–2000 | جمهورية الكونغو الديمقراطية        | MARV & RAVV | 154         | 128             | 83%               |
| 2004–2005 | أنغولا                             | MARV        | 252         | 227             | 90%               |
| 2007      | أوغندا                             | MARV & RAVV | 4           | 1               | 25%               |
| 2008      | أوغندا · هولندا · الولايات المتحدة | MARV        | 2           | 1               | 50%               |
| 2012      | أوغندا                             | MARV        | 18          | 9               | 50%               |
| 2014      | أوغندا                             | MARV        | 1           | 1               | 100%              |
| 2017      | أوغندا                             | MARV        | 2           | 2               | 100%              |

### انتشار المرض عام 1967
تم توثيق أول حالات حمى فيروس ماربورغ عام 1967، عندما أصيب 31 شخصاً في مدن ماربورغ وفرانكفورت في ألمانيا، وبلغراد في يوغسلافيا. تضمّن تفشي المرض 25 إصابة أولية وسبع وفيات وست حالات ثانية غير قاتلة. بتتبع الفاشية، عثر على سعادين الهجرس مستوردة من مكانٍ لم يكشف عنه في أوغندا واستخدمت لتطوير لقاح شلل الأطفال. استلمت السعادين شركة بهرينغفيرك وهي شركة في ماربورغ أسسها إميل فون بهرنغ أول فائز بجائزة نوبل في الطب أو علم وظائف الأعضاء. تأسسن الشركة، التي كانت مملوكة لشركة هوكست في ذلك الوقت، لتطوير بلازما الدم لمكافحة الكزاز والخنّاق. حدثت العدوى الأولية لموظفي مختبر بهرنغفيرك أثناء عملهم بأنسجة القرود دون استخدام معدات الوقاية الشخصية. أما الحالات الثانوية فشملت أطباء وممرض وزوجة طبيب بيطري. كان لجميع الحالات الثانوية اتصال مباشر مع الحالات الأولية، بما في ذلك من خلال الدم. أصيب كلا الطبيبان من خلال جروح عرضية في الجلد أصيبا بها أثناء عمليات سحب الدم من العينات. ثمة سجل علمي لهذه الفاشية موثق في كتاب «الطاعون القادم» للكاتبة لوري غاريت.

### حالات 1975
عام 1975، أصيب سائح أسترالي بفيروس MARV في روديسيا (اليوم زيمبابوي. وتوفي في مستشفى في جوهانسبرغ في جنوب أفريقيا. أما صديقته فقد أصيبت مع إحدى الممرات بفيروس MVD لكنهما نجتا.

### حالات 1980
ظهرت حالة إصابة بفيروس MARV عام 1980 في كينيا. وكان المصاب رجل فرنسي عمل كمهندسٍ كهربائي في مصنعٍ للسكر في نزويا (بالقرب من بونغوما عند سفح جبل إلغون (والذي يحوي كهف كيتوم)، وقد أصيب بطريقة مجهولة، ما لبث أن توفي بعد إدخاله إلى مستشفى نيروبي. أصيب الطبيب الذي أشرف على الحالة، لكنه نجا. يمكن إيجاد سجلات علمية معروفة لهذه الحالات في كتاب المنطقة الساخنة لمؤلفه ريتشارد بريستون (أشير فيه للرجل الفرنسي باسم مستعار هو تشارلز مونيه"، في حين أشير للطبيب باسمه الحقيقي وهو شيم موسوك).

### حالة 1987
عام 1987، وقعت حالة قاتلة واحدة بفيروس RAVV لولدٍ دنماركيّ عمره 15 عاماً، كان قد قضى إجازته في كيزيمو في كينيا؛ زار كهف كيتوم الواقع في جبل إلغون قبل سفره إلى مومباسا، حيث تطورت الأعراض السريرية للعدوى لديه. وتوفي الصبي بعد نقله إلى مستشفى نيروبي. ثمة سجل علمي مذكور عن الحالة موجود في كتاب المنطقة الساخنة لريتشارد بريستون (وأشير إلى اسم الولد باسم مستعار هو «بيتر كاردينال»).

### عدوى المختبر عام 1988
In 1988, researcher Nikolai Ustinov infected himself lethally with MARV after accidentally pricking himself with a syringe used for inoculation of كابياء خنزيريةs. The accident occurred at the Scientific-Production Association "Vektor" (today the مركز علم الفيروسات والتكنولوجيا الحيوية (فيكتور)) in Koltsovo، الاتحاد السوفيتي (today روسيا). Very little information is publicly available about this MVD case because Ustinov’s experiments were classified. A popular science account of this case can be found in Ken Alibek’s book Biohazard.

### عدوى المختبر عام 1990
وقعت حادثة انتشار مخبري أخرى في جمعية الإنتاج العلمي "Vektor" (تُعرف اليوم بمركز علم الفيروسات والتكنولوجيا الحيوية (فيكتور)) في كولتسوفو في الاتحاد السوفيتي، عندما تعرّض أحد العلماء لفيروس MARV بطريقة غير معروفة.

### انتشار المرض في الفترة 1998–2000
حدثت حالة تفشي كبرى لمرض حمى ماربورغ النزفية بين الباحثين عن الذهب المخالفين للقانون في منطقة مناجم غورومبوا في دوربا في جمهورية الكونغو الديمقراطية بين عامي 1998 و2000، حيث تسبّب فيروس MARV وفيروس RAVV بإصابة 154 شخصاً بالحمى النزفية، توفي منهم 128 مصاباً. انتهت حالة التفشي هذه بعد حدوث فيضان في المنجم.

### انتشار المرض عامي 2004–2005
In early 2005, the منظمة الصحة العالمية (WHO) began investigating an outbreak of حمى نزفية فيروسية in أنغولا, which was centered in the northeastern مقاطعة أوجي but also affected many other provinces. The Angolan government had to ask for international assistance, pointing out that there were only approximately 1,200 doctors in the entire country, with some provinces having as few as two. Health care workers also complained about a shortage of معدات الوقاية الشخصية such as gloves, gowns, and masks. أطباء بلا حدود (MSF) reported that when their team arrived at the provincial hospital at the center of the outbreak, they found it operating without ماء and كهرباء. متابعة مخالطي المرضى was complicated by the fact that the country's roads and other infrastructure have been devastated after nearly three decades of حرب الاستقلال الأنغولية and the countryside remained littered with لغمs. Americo Boa Vida Hospital in the Angolan عاصمة لواندا set up a special isolation ward to treat infected people from the countryside. Unfortunately, because MVD often results in death, some people came to view hospitals and medical workers with suspicion and treated helpers with hostility. For instance, a specially-equipped isolation ward at the provincial hospital in Uíge was reported to be empty during much of the epidemic, even though the facility was at the center of the outbreak. WHO was forced to implement what it described as a "harm reduction strategy", which entailed distributing disinfectants to affected families who refused hospital care. Of the 252 people who contracted MVD during outbreak, 227 died.

### حالات عام 2007
عام 2007، أصيب أربعة من عمّال المناجم بفيروس ماربورغ في مقاطعة كامونج في أوغندا. الحالة الأولى لرجل عمره 29 عاماً، ظهرت عليه الأعراض في 4 تموز (يوليو) 2007، وأدخل إلى المستشفى في 7 تموز (يوليو) وتوفي يوم 13 تموز. كشفت عمليات التتبّع أن الرجل كان عل اتصال وثيق مع اثنين من زملائه ( رجلان 22 عاماً و23 عاماً) كانا قد عانيا من علامات سريرية للعدوى قبل ظهور المرض. أدخل كلا المصابان إلى المستشفى في حزيران (يونيو) وشفيا من المرض الذي تبيّن أنه نتج عن الإصابة بفيروس MARV. تطوّرت حالة رابعة لدى رجل بلغ من العمر 25 عاماً، حيث تبيّن من الأعراض التي ظهرت لديه في سبتمبر أنه كان مصاباً بفيروس RAVV، كما أنه شفي من المرض.

### حالات عام 2008
في 10 تموز (يوليو) 2008، ذكر المعهد الوطني الهولندي للصحة العامة والبيئة أن سيدة هولندية تبلغ من العمر 41 عاماً كانت قد زارت كهف بيثون في غابة ماراماغامبو خلال عطلتها إلى أوغندا تعاني من حمى ماربورغ النزفية بسبب إصابتها بفيروس ماربورغ، وقد أدخلت إلى المستشفى في هولندا. توفيت المرأة تحت العلاج في المركز الطبي لجامعة لايدن في لايدن في 11 تموز (يوليو). أغلقت وزارة الصحة الأوغندية الكهف بعد هذه الحادثة. في 9 كانون الثاني (يناير) من ذلك العام، أبلغ طبيب أمراض معدية إدارة الصحة العامة والبيئة في ولاية كولورادو بإصابة امرأة أمريكية تبلغ من العمر 44 عاماً كانت قد عادت من أوغندا وقد تم إدخالها إلى المستشفى اشتباهاً بحمى مجهولة المنشأ. في ذلك الوقت، كان الاختبار المصلي سلبياً لتشخيص حمى نزفية فيروسية. أخرجت المرأة من المستشفى في 19 كانون الثاني (يناير) 2008. بعد وفاة المريضة الهولندية واكتشاف أن المرأة الأمريكية المصابة زارت كهف بايثون، أكّدت المزيد من الاختبارات وجود أجسام مضادة لفيروس حمى ماربورغ وحمض نووي ريبوزي.

### تفشي المرض في أوغندا عام 2017
في أكتوبر 2017، اكتُشف تفشّي مرض فيروس ماربورغ في مقاطعة كوين، شرقيّ أوغندا. توفيت ثلاث حالات أولية (من عائلة واحدة، أخوان اثنان واختهما) يوم 3 تشرين الثاني (نوفمبر). أما الحالة الرابعة - وهو عامل في الرعاية الصحية - فقد ظهرت عليه أعراض المرض في 4 تشرين الثاني (نوفمبر) وقد أُدخِل إلى المستشفى. انتقل المصاب (الحالة المؤكّدة الأولى) إلى كينيا قبل وفاته. أكّد شخص على اتصال وثيق بالمصاب المؤكد الثاني انتقاله إلى كامبالا. وقد ذكرت التقارير أن عدّة مئات من الأشخاص تعرضوا للعدوى.

## مطالعة إضافية
- Klenk، Hans-Dieter (1999). Marburg and Ebola Viruses. Current Topics in Microbiology and Immunology, vol. 235. Berlin, Germany: Springer-Verlag. ISBN:978-3-540-64729-4{{استشهاد بكتاب}}:  صيانة الاستشهاد: postscript (link)
- Klenk، Hans-Dieter؛ Feldmann، Heinz (2004). Ebola and Marburg Viruses: Molecular and Cellular Biology. Wymondham, Norfolk, UK: Horizon Bioscience. ISBN:978-0-9545232-3-7. مؤرشف من الأصل في 2022-12-22{{استشهاد بكتاب}}:  صيانة الاستشهاد: postscript (link)
- Kuhn، Jens H. (2008). Filoviruses: A Compendium of 40 Years of Epidemiological, Clinical, and Laboratory Studies. Archives of Virology Supplement, vol. 20. Vienna, Austria: SpringerWienNewYork. ISBN:978-3-211-20670-6{{استشهاد بكتاب}}:  صيانة الاستشهاد: postscript (link)
- Martini، G. A.؛ Siegert، R. (1971). Marburg Virus Disease. Berlin, Germany: Springer-Verlag. ISBN:978-0-387-05199-4.
- Ryabchikova، Elena I.؛ Price، Barbara B. (2004). Ebola and Marburg Viruses: A View of Infection Using Electron Microscopy. Columbus, Ohio, USA: Battelle Press. ISBN:978-1-57477-131-2{{استشهاد بكتاب}}:  صيانة الاستشهاد: postscript (link)

## وصلات خارجية
- ViralZone: Marburg virus
- مراكز مكافحة الأمراض واتقائها، Infection Control for Viral Haemorrhagic Fevers In the African Health Care Setting.
- Center for Disease Control, Marburg Haemorrhagic Fever.
- مركز السيطرة على الأمراض،

```
Known Cases and Outbreaks of Marburg Haemorrhagic Fever
```

- منظمة الصحة العالمية، Marburg Haemorrhagic Fever.
- Red Cross PDF
- Virus Pathogen Database and Analysis Resource (ViPR): Filoviridae